# キネマ旬報社
株式会社キネマ旬報社（キネマじゅんぽうしゃ）は、日本の出版社。『キネマ旬報』をはじめとして、数々の映画業界関連、映像エンタテインメント関連の雑誌・ムック・書籍を発行している。
2008年1月、親会社で業界誌『ビデオ・インサイダー・ジャパン』、『DVDナビゲーター』を発行するフットノート（映画配給会社ギャガ・コミュニケーションズの出版事業部が前身／沿革を参照）と合併した。

## 沿革
- 1919年 - 『キネマ旬報』創刊。
- 1923年 - キネマ旬報社創立。
- 1952年3月 - キネマ旬報社設立。
- 1987年 - ギャガ・コミュニケーションズ出版事業部発足。『ビデオ・インサイダー・ジャパン』発刊。
- 1989年 - キネマ旬報社が、山路ふみ子文化財団特別賞を受賞。
- 1991年 - キネマ旬報社の全株式をセゾングループが取得し、同グループ傘下の「SSコミュニケーションズ」の子会社となる。
- 1997年11月 - 株式会社カミングスーン・ティービー設立。
- 2000年6月 - ギャガ・コミュニケーションズ出版事業部分社化、株式会社ギャガ・パブリッシング設立。
- 2000年9月 - ギャガ・パブリッシング、『DVDナビゲーター』発刊。
- 2001年 - 角川書店のSSコミュニケーションズ買収により、キネマ旬報社が角川書店グループ入りする。
- 2002年4月 - カミングスーン・ティービーとギャガ・パブリッシングが合併、ギャガ・クロスメディア・マーケティング発足。
- 2002年12月 - ギャガ・クロスメディア・マーケティング、キネマ旬報社の株式81%をSSコミュニケーションズから取得。
- 2006年9月 - ギャガ・コミュニケーションズが保有するギャガ・クロスメディア・マーケティング株式を株式会社USENに譲渡。USENの連結子会社となる。
- 2007年5月 - USENがギャガ・クロスメディア・マーケティング株式を株式会社カピトリーノに譲渡（MBOによる独立）。
- 2007年9月 - 株式会社ギャガ・クロスメディア・マーケティングが株式会社カピトリーノと合併して、株式会社フットノートに社名変更。株式会社キネマ旬報社を完全子会社とする。
- 2008年1月 - 株式会社キネマ旬報社を存続会社として、親会社の株式会社フットノートを吸収合併。
- 2018年3月 - 同年1月設立の（新）株式会社キネマ旬報社に主力事業を移管。（旧）キネマ旬報社は株式会社ケージェイに商号変更した上で2017年末に解散、2018年3月20日に東京地方裁判所から特別清算開始決定を受けた[1]。
- 2018年3月 - 中央映画貿易が100%子会社化[2]。

## 事業内容
雑誌『キネマ旬報』をはじめとして、映画業界関連・映像エンタテインメント関連のムックや書籍、映画・映像業界関係者の評論や著作物などを発行。さまざまな催し物を企画・主催したり、グッズを販売したりしている。
「キネマ旬報映画総合研究所」（Kinema Junpo Film Institute, Limited）を設立して、映画の研究や人材育成に尽力もしている他、映画ビジネスの将来にも数々の危機の警鐘や提言を発表している。
ビデオレンタルショップ向け業界誌『ビデオ・インサイダー・ジャパン』、セルDVDショップ向け業界誌『DVDナビゲーター』を発行し、流通やメーカーを含む映像パッケージ業界への様々な情報提供・提言を行っている。
また、出版事業だけではなく映像事業の展開も開始し、2013年2月に千葉県柏市にある柏髙島屋ステーションモール内にあった映画館「柏ステーションシアター」をリニューアルする形で、映画館「TKPシアター柏 supported by KINEJUN」をオープン（2014年6月に「キネマ旬報シアター」に改称）。キネマ旬報社社員によるこだわりの作品を編成している。また、この作品編成を全国のミニシアターを中心に展開しており、その第一回として過去の「キネマ旬報ベスト・テン」の受賞作品を20作品集めた「キネマ旬報映画祭」を2013年に全国で開催。2014年2月9日から「2013年 第87回キネマ旬報ベスト・テン特集上映」を全国30館以上の映画館で上映する。

## おもな刊行物

### 雑誌・ムック
- 『キネマ旬報』
- 『キネマ旬報　NEXT』
- 『韓国テレビドラマコレクション』
- 「台湾エンタメパラダイス」

### 業界誌
※2008年2月号よりキネマ旬報社発行
- 『ビデオ・インサイダー・ジャパン』（ビデオレンタル店向けの仕入れ情報業界誌）
- 『DVDナビゲーター』（DVDセルショップ向けの仕入れ情報業界誌）

### 書籍
- 『オールタイム・ベスト 映画遺産200 日本映画篇』
- 『オールタイム・ベスト 映画遺産200 外国映画篇』
- 『オールタイム・ベスト 映画遺産 映画音楽篇』
- 『オールタイム・ベスト 映画遺産 アニメーション篇』
- 『キネマ旬報ベスト・テン80回全史』
- 『日本映画人名辞典・男優篇』（上・下巻）
- 『日本映画人名辞典・女優篇』（上・下巻）
- 『日本映画人名辞典・監督篇』（品切れ）
- 『外国映画人名辞典・男優篇』
- 『外国映画人名辞典・女優篇』（女優篇は品切れ）
- 『映画業界就職ガイド』：各年刊
- 「フィルムメーカーズ」シリーズ
- 「マンガ夜話」シリーズ
- 「BSアニメ夜話」シリーズ
- 「PLUS MADHOUSE」シリーズ（アニメ制作スタジオ・マッドハウスの監督フィーチャー本）
- 映画評論家・映画監督ほか、映像業界関係者の著作物
- 各種音楽書
- 『韓国ドラマで学ぶ韓国の歴史』
- 『中国時代劇で学ぶ中国の歴史』

## エピソード
経営については安定しないものがあり、雑誌収入だけでは経営が成り立たないので、黒井和男が社長だった時代に劇場用映画『刑事物語』を製作したこともあった。大物総会屋、馬主として別の世界で名前を売った元オーナーの上森子鉄は、戦前からの古川ロッパの相談役である。